# 索尔姆斯
索尔姆斯是德国黑森州兰-迪尔县的一个镇，位于兰河右岸、陶努斯山和韦斯特林山山脚，距离县府韦茨拉尔约7公里。
著名的相机厂商徕卡总部即位于索尔姆斯。

## 友好城市
- 奥地利利岑
- 法国拉格朗-孔布
- 德国伦施泰希施米德费尔德